# Mieczysław Kosz
 (janvier 2021).
La mise en forme du texte ne suit pas les recommandations de Wikipédia : il faut le « wikifier ».
Les points d'amélioration suivants sont les cas les plus fréquents :
- Les titres sont pré-formatés par le logiciel. Ils ne sont ni en capitales, ni en gras.
- Le texte ne doit pas être écrit en capitales (les noms de famille non plus), ni en gras, ni en italique, ni en « petit »…
- Le gras n'est utilisé que pour surligner le titre de l'article dans l'introduction, une seule fois.
- L'italique est rarement utilisé : mots en langue étrangère, titres d'œuvres, noms de bateaux, etc.
- Les citations ne sont pas en italique mais en corps de texte normal. Elles sont entourées par des guillemets français : « et ».
- Les listes à puces sont à éviter, des paragraphes rédigés étant largement préférés. Les tableaux sont à réserver à la présentation de données structurées (résultats, etc.).
- Les appels de note de bas de page (petits chiffres en exposant, introduits par l'outil «  Source ») sont à placer entre la fin de phrase et le point final[comme ça].
- Les liens internes (vers d'autres articles de Wikipédia) sont à choisir avec parcimonie. Créez des liens vers des articles approfondissant le sujet. Les termes génériques sans rapport avec le sujet sont à éviter, ainsi que les répétitions de liens vers un même terme.
- Les liens externes sont à placer uniquement dans une section « Liens externes », à la fin de l'article. Ces liens sont à choisir avec parcimonie suivant les règles définies. Si un lien sert de source à l'article, son insertion dans le texte est à faire par les notes de bas de page.
- La présentation des références doit suivre les conventions bibliographiques. Il est recommandé d'utiliser les modèles {{Ouvrage}}, {{Chapitre}}, {{Article}}, {{Lien web}} et/ou {{Bibliographie}}. Le mode d'édition visuel peut mettre en forme automatiquement les références.
- Insérer une infobox (cadre d'informations à droite) n'est pas obligatoire pour parachever la mise en page.

Pour une aide détaillée, merci de consulter Aide:Wikification.
Si vous pensez que ces points ont été résolus, vous pouvez retirer ce bandeau et améliorer la mise en forme d'un autre article.
 (janvier 2021).
 (janvier 2021).
Si vous disposez d'ouvrages ou d'articles de référence ou si vous connaissez des sites web de qualité traitant du thème abordé ici, merci de compléter l'article en donnant les références utiles à sa vérifiabilité et en les liant à la section « Notes et références ».
 (janvier 2021).
- Si vous ne connaissez pas le sujet, laissez ce bandeau (vous pouvez alors contacter les auteurs).
- Si vous supprimez le contenu mis en cause (vous pouvez préalablement contacter les auteurs),

argumentez précisément cette suppression dans la page de discussion
(un manque de référence n'est pas un argument ; une recherche réelle de référence doit avoir été effectuée, être formellement documentée).
Pour les articles homonymes, voir Kosz.
Mieczysław Kosz, né le 10 février 1944 à Antoniówka près de Tomaszów Lubelski, et mort le 31 mai 1973 à Varsovie, est un pianiste polonais et compositeur de jazz. Il a étudié à l'Ecole publique secondaire de musique pour aveugles à Cracovie. Il a énormément influencé l'école polonaise de jazz.

## Enfance et formation
Kosz contracte une maladie (cataracte ou glaucome) très tôt, qui a conduit à une cécité complète à l'âge de 12 ans. Son enfance a été pour lui une période très difficile. Il grandit dans une famille avec de nombreux enfants : ils étaient une dizaine à vivre sous le toit d'une petite maison. Il était le seul enfant du deuxième mariage de son père, Stanisław. C'est peut-être pour cette raison que son père le maltraitait, presque comme une menace pour sa famille. Heureusement, Mieczysław pouvait toujours compter sur l'amour de sa mère. C'est à elle qu'il doit également ses premiers contacts avec la musique. Elle avait une belle voix et lui chantait des chansons folkloriques et l'emmenait parfois à des festins et des danses. Et c'est également elle, avec l'aide du curé local, qui le plaça dans un jardin d'enfants pour enfants aveugles à Laski près de Varsovie. À l'âge de sept ans, il fut obligé d'aller à l'école. Le garçon commença à fréquenter une école pour aveugles, où les tuteurs de l'internat remarquèrent rapidement son talent musical. Il pouvait jouer pendant des heures diverses mélodies à l'harmonica. L'année suivante, il fit face à la commission d'examen de Cracovie, qui décida de l'admettre à l'école primaire de musique pour enfants aveugles. Présidée par le professeur Weber, la commission vérifia son sens du rythme et il y fut accepté comme étudiant. Kosz participa aux classes de piano du professeur Romana Witeszczakowa. Il fut pris en charge par un excellent professeur qui lui donna de solides connaissances musicales, l'aida à perfectionner sa technique de jeu, mais aussi eu toujours beaucoup de cœur et de patience pour lui. Elle est également restée une personne proche jusqu'à la fin de la vie du pianiste.

## Carrière
Bien que l'enseignement à l'école de musique se limitait presque exclusivement aux classiques, Mieczysław Kosz montra son talent d'improvisation et son intérêt pour le jazz. Il trouva un emploi après avoir terminé ses études secondaires. Ses «lieux de travail» étaient, entre autres: le café «Literacka», le club étudiant «Pod Jaszczurami» et le célèbre «Helikon» de Cracovie. Dans les années 1956-1969, c'était l'un des endroits les plus importants du jazz de Pologne. Adam Makowicz, Krzysztof Komeda et Zbigniew Seifert y ont joué. C'est là que Tomasz Stańko a eu son initiation musicale. Le travail dans "Helikon" n'était peut-être pas très bien payé, mais il offrait des avantages inestimables - des contacts et une réputation dans la communauté. Grâce à cela, après un an, l'artiste pu se rendre à Zakopane, où les locaux - une clientèle solvable - ne manquaient pas. Il obtient ainsi une certaine notoriété, et les salles essayaient par tous les moyens de le persuader de se produire, car cela garantissait des salles pleines et des profits croissants. Grâce à l'invitation de la Fédération polonaise de jazz, il partit pour Varsovie. Désormais, rien ne s'opposait à son succès, d'abord sur les scènes polonaises et enfin étrangères. Il fut également un auteur de récitals en solo et un leader de groupes dans lesquels jouaient, entre autres Bronisław Suchanek, Janusz Kozłowski (contrebasse), Janusz Stefański, Czesław Bartkowski, Wiktor Perelmutter (batterie). Enfin, il soutint la chanteuse Marianna Wróblewska.
Son art est né de plusieurs sources - la première était une éducation classique approfondie. Bien qu'il ait toujours été identifié au jazz qui devint finalement la forme de base de son expression, il avait également une grande affection pour la musique de Bach et des romantiques - Liszt et Chopin. Les influences de Beethoven sont également faciles à trouver dans les tensions dramatiques de ses compositions.
Grâce à ces inspirations, il a su se fondre dans le tissu de l'improvisation jazz, dans lequel il fut comparé au pianiste américain Bill Evans. Dans la musique de Kosz, les gammes pleines de tons impressionnistes qui étaient souvent utilisées par Evans pouvaient être entendues bien moins fréquemment. Le travail du pianiste comprend également du free jazz (extrêmement original, conservé dans des cadres en fer). En outre, Kosz était un enfant inhérent de la tradition polonaise et un représentant de la mentalité slave. À titre de comparaison, il est plus proche de Krzysztof Komeda que des jazzmen américains.
En 1967, il se produisit au plus important festival de jazz polonais - Jazz Jamboree. Cela suscita un enthousiasme général. Presque du jour au lendemain, il fut salué comme l'un des talents les plus grands et les plus originaux de la musique polonaise. Ce succès est devenu une sorte de ticket pour une carrière internationale. Kosz s'est produit dans de nombreux pays européens dont le festival de Montreux en compagnie de Bill Evans, il joua également au Canada .
Le seul LP sorti du vivant de l'artiste, Reminiscence, fût enregistré en mars 1971. Dans quatre morceaux, il est accompagné de Bronisław Suchanek et Janusz Stefański; les trois autres ont été enregistrés en solo. Ce disque est la pièce maîtresse musicale du Kosz. Il comprend jusqu'à quatre interprétations de "Liebesträume" de Liszt qui sont traitées de sorte que l'on peut réellement parler de compositions originales basées uniquement sur la toile des prototypes. Le swing drive apparaît partout - une fois sous sa forme classique (les "Danses polovtsiennes" préférées du pianiste), à d'autres moments sous la forme de motricité ragtime ("Liebesträume"). La quatrième paraphrase est des Beatles, 'Yesterday, dont le pianiste a fait un petit chef-d'œuvre, plein d'une richesse d'ambiances et de drames sans précédent. Le choix de ce dernier thème montre qu'il n'était pas non plus étranger à la musique populaire ; entre ses mains, cependant, il a changé de forme et a perdu sa légèreté et sa trivialité d'origine, devenant un support pour un art beaucoup plus profond et plus riche .
La deuxième partie de l'album (à l'origine face B de l'édition vinyle) contient deux compositions de Kosz ("Remembrance" et "For You") et une du contrebassiste Suchanek ("Spełnienie" - Accomplissement). On peut y entendre des expéditions dans le monde du Free jazz. Des voyages très spécifiques, car si les rigueurs rythmiques se relâchent, le pianiste reste dans le système tonal. Pour lui, le Free jazz n'est pas un moyen d'impressionner l'auditeur avec une éloquence d'improvisation, mais plutôt un autre moyen de transmettre la tempête émotionnelle qui tourmentait l'âme du musicien. Malheureusement, alors que Mieczysław Kosz traitait parfaitement la question musicale, il était une personne impuissante dans sa vie et dépendante des soins des autres. Son malheur était le manque de personnes loyales et affectueuses dans son voisinage immédiat. Cela a conduit à un sentiment de solitude, de danger et finalement de dépression. Ses revenus élevés ont attiré les escrocs. Il sombra alors dans l'alcoolisme et le retrait progressif.

## Décès tragique
Dans la nuit du 31 mai 1973, il sauta par la fenêtre de son appartement de Varsovie au 10 rue Piękna, probablement sous l'influence de l'alcool. Officiellement, cela fût considéré comme un accident tragique, mais la plupart de la communauté et des fans pensent que Kosz s'est suicidé. Un voisin a raconté comment, ayant vu Kosz mettre sa jambe sur le rebord de la fenêtre, il a commencé à crier qu'il courait pour l'aider et qu'il ne devait pas bouger. Mais le pianiste n'a pas réagi. Dans une interview, interrogé sur ses préférences musicales, Kosz a déclaré : « J'aime vraiment la musique, mais ce que j'apprécie le plus, c'est la musique qui me déprime, me pousse en moi, me fait sentir que la vie est une aventure dramatique jusqu'à la toute fin. »
Mieczysław Kosz fût enterré au cimetière de Tarnawatka, dans la voïévodie de Lublin.
Son nom est donné au club de jazz de Zamość, au festival des pianistes de jazz de Kalisz et au groupe RGG Trio qui lui a dédié l'album Unfinished Story - Remembering Kosz.

## Hommages
En 2007, Robert Kaczmarek a réalisé le film documentaire Esencja nastroju (L'essence de l'ambiance) sur le destin tragique de Mieczysław Kosz.
En 2019, Maciej Pieprzyca a réalisé Ikar, La légende de Mietek Kosz, basé sur le livre de Krzysztof Karpiński. La musique y est de Leszek Możdżer. Le film est sorti en Russie en octobre 2020.

## Discographie
- New Faces in Polish Jazz (Jazz Jamboree ’69) – Polskie Nagrania Muza 1969
- Reminiscence – Muza 1971
- Mieczysław Kosz Trio vol.1–2 – PolJazz PSJ (Polskie Stowarzyszenie Jazzowe)[5] 1975
- The Complete Recordings vol.1–2 – Polonia Records
- Mieczysław Kosz I PSJ Z-SX 0581 1975  1.Sygnały (Signaux) - Kosz  2.Kołysanka (Berceuse) - Brahms   3.Coraz więcej ptaków (De plus en plus d'oiseaux)- J.Wróblewuski  4.Dwie szklaneczki wina (Deux petits verres de vin)- J.Abratowski  5.Michelle - Lennon/McCartney  1.Cała jesteś w skowronkach (Tu es toute couverte d'alouettes) -A.Zieliński  2.Przed burzą (Avant la tempête) - Kosz  3.Złudzenie (Illusion)- Kosz  4.Summertime - G.Gershwin  5.Oczy czarne (Les yeux noirs)
- Mieczysław Kosz II PSJ Z-SX 0582   1.Już nie zapomnij mnie (Ne m'oublie plus) - Wars  2.Jest już późno (Il est déjà tard) - Kosz  3.Some Thing - Harrison  4.Rosemary's Baby - Komeda  1.Someday My Prince Will Come -Churchill  2.Ejże ino fijołeczku leśny (Hé ma violette sylvestre) - motif folklorique 3.Laura - Raskin  4.Grenada - Laro